# Ed. Hoornik
Eduard (Ed) Jozef Antonie Marie Hoornik (Den Haag, 9 maart 1910 – Amsterdam, 1 maart 1970) was een Nederlandse dichter, behorend tot de Amsterdamse school. Aanvankelijk was zijn werk sociaal-kritisch. Zijn latere werk is sterk getekend door zijn ervaring als overlevende van concentratiekamp Dachau en heeft daarom vooral de confrontatie met de dood als thema. Naast gedichten schreef hij ook toneelstukken, romans en essays.

## Leven en werk
In 1929 begon Hoornik zijn journalistieke carrière bij het dagblad De Tijd, vanaf 1933 was hij redacteur bij het Algemeen Handelsblad. In 1934 trouwde hij met Elisabeth Nussbaum. Uit dit huwelijk kreeg hij drie dochters, het paar scheidde in 1957. Van de tweeling huwde dochter Erica in 1960 met Gerard Stigter, bekend als de dichter en schrijver K. Schippers; dochter Eva Hoornik trouwde in datzelfde jaar met schrijver J. Bernlef.
Vanaf 1929 publiceerde Hoornik gedichten en verhalen. Op 30 April 1929 verscheen zijn gedicht Mist in het Leidse Roomsch Studentenblad, orgaan van de Unie van R.K. Studie Vereenigingen in Nederland, nr. 19 (1928-1929) p. 330.
Ed gaf zijn studie medicijnen op en werd journalist in Amsterdam bij het rooms-katholieke dagblad De Tijd. In 1933 werd hij aangesteld als redacteur Binnenland van het Algemeen Dagblad. Maar niet alleen: Hoornik was actief als redacteur bij de literaire tijdschriften Werk en Criterium de opvolger van Werk. Daarnaast werkte hij als redacteur bij het tijdschrift `Helikon' van A.A.M. Stols. Na de oorlog werkte hij als redacteur van het culturele supplement van het weekblad Vrij Nederland, daar informeerde hij de lezers over veel van de Stols-uitgaven. Zo had Hoornik een grote invloed op de dichters van zijn tijd.
In 1936 verscheen zijn eerste gedichtenbundel Het Keerpunt. Het jaar daarop volgde Dichterlijke Diagnose. Daarnaast had Ed vele gedichten gepubliceerd bijvoorbeeld in het weekblad De Nieuwe Eeuw en in maandbladen zoals: De Gemenschap, Het Venster, Helikon. De Gids, Forum, Groot Nederland en Opwaardse Wegen.
In die tijd schreef Hoornik vooral realistische verzen over de wantoestanden in de maatschappij door de crisistijd. Onder invloed van socialisme en communisme. Zo werd Hoornik een van de leden van de Amsterdamse school, samen met Gerard den Brabander, Jac. van Hattum en Maurits Mok, allen geïnspireerd door Jan Greshoff en E. du Perron.
In 1938 besluiten de drie Amsterdammers - Gerard den Brabander, Jac. van Hattum en Ed. Hoornik - gezamenlijk een gedichtenbundel uit te brengen: Drie op één perron. Zo komt Hoornik per telefoon in contact met A.A.M. Stols. Op 28 juli 1938 meldde Hoornik in een brief aan Stols dat de drie heren met een uitgaaf van de bundel bij Stols konden instemmen. Zo kwam er een briefwisseling tussen Hoornik en Stols op gang. Die al snel tot een vriendschap uitmondde en een vruchtbare samenwerking. Stols als uitgever en Hoornik als Stols' poëzie-adviseur..
De bundel kwam in de week van 23 november 1938 uit in een oplage van 350 exemplaren. Stols was bekend om zijn goed verzorgde en mooie uitgaven. Daarboven stak Stols veel moeite en energie in uitgaven voor jonge dichters.
Reeds voor de oorlog waarschuwde Hoornik tegen het nazisme, onder meer met het gedicht Pogrom, met de slotregel het is maar tien uur sporen naar Berlijn (1939; Steenen). Hoornik weigerde als literatuur-recensent van het Algemeen Handelsblad in bezettingstijd rekening te houden met de censuur (hij werkte en schreef onder de directe leiding van de nationaalsocialistische letterkundige en journalist Chris de Graaff), maar had een gezin met kinderen, waardoor het hem moeilijk viel ontslag te nemen. In de loop van 1942 dook hij toch onder. Zijn werk werd verboden. Op 19 augustus 1943 werd Hoornik samen met zijn vrouw, uitgever Bert Bakker en vrienden opgepakt.

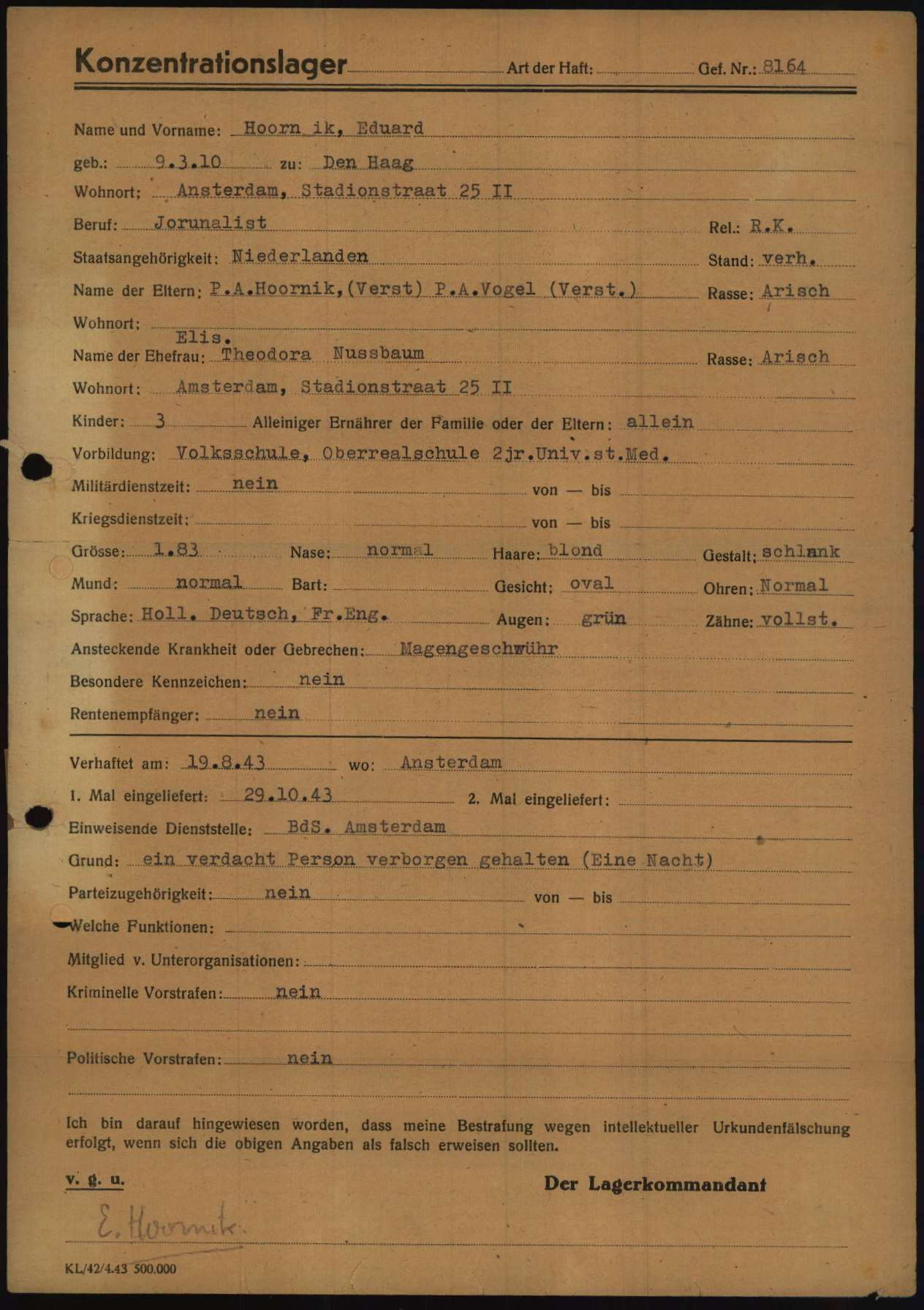
Registratieformulier van Ed Hoornik als gevangene in nazi-concentratiekamp Dachau

Ed Hoornik werd overgebracht naar Kamp Vught en vandaar op 26 mei 1944 naar het concentratiekamp Dachau, waar hij 29 april 1945 door de Amerikanen bevrijd werd. Dachau heeft een blijvend stempel op hem gedrukt: Banger word ik voor mijn eigen wezen, Dachau schoof een raster voor mijn ziel (Ex Tenebris) en wie daarin opgenomen is geweest, zal de dood tot zijn dood met zich meedragen. In 1968 werd de roman De overlevende gepubliceerd, die het trauma van de kampervaring als thema heeft.
Na de oorlog was Hoornik redacteur kunst van Vrij Nederland. Vanaf 1954 was hij ook redacteur van het politiek-literaire blad De Gids.
Tevens was hij vanaf het begin in 1958 tot zijn overlijden in 1970 verbonden aan het driemaandelijkse, Engelstalige tijdschrift Delta, a review of arts and thoughts in the Netherlands, eerst als "editor" en vanaf 1966 eveneens als directeur van de "Delta International Publication Foundation", de uitgever van het tijdschrift.
Na zijn scheiding trouwde Ed Hoornik in 1957 met Mies Bouhuys, die over haar leven met hem het boek Het is maar tien uur sporen naar Berlijn schreef. Zij was ook aanwezig bij de onthulling van het poëzietableau met een gedicht van Hoornik dat in het plaveisel voor de ingang van het Fries provinciehuis in Leeuwarden ligt. Het korte, maar krachtige gedicht luidt als volgt:
" Friesland.
Niet in mijn dorpen en mijn elf steden,
niet in mijn meren en mijn heerlijkheden
ben ik het meest mijzelf, maar in mijn taal:
het instrument waardoor ik ademhaal. "
Het gedicht maakt deel uit van Poëzieroute Leeuwarden.
Hoornik was bevriend met Gerrit Achterberg en Anna Blaman, die het korte verhaal Ram Horna op hem inspireerde.
Hij werd begraven op begraafplaats De Nieuwe Ooster in Watergraafsmeer, Amsterdam. Op het graf van Ed. Hoornik is een dichtregel van hem te lezen.

## Bibliografie

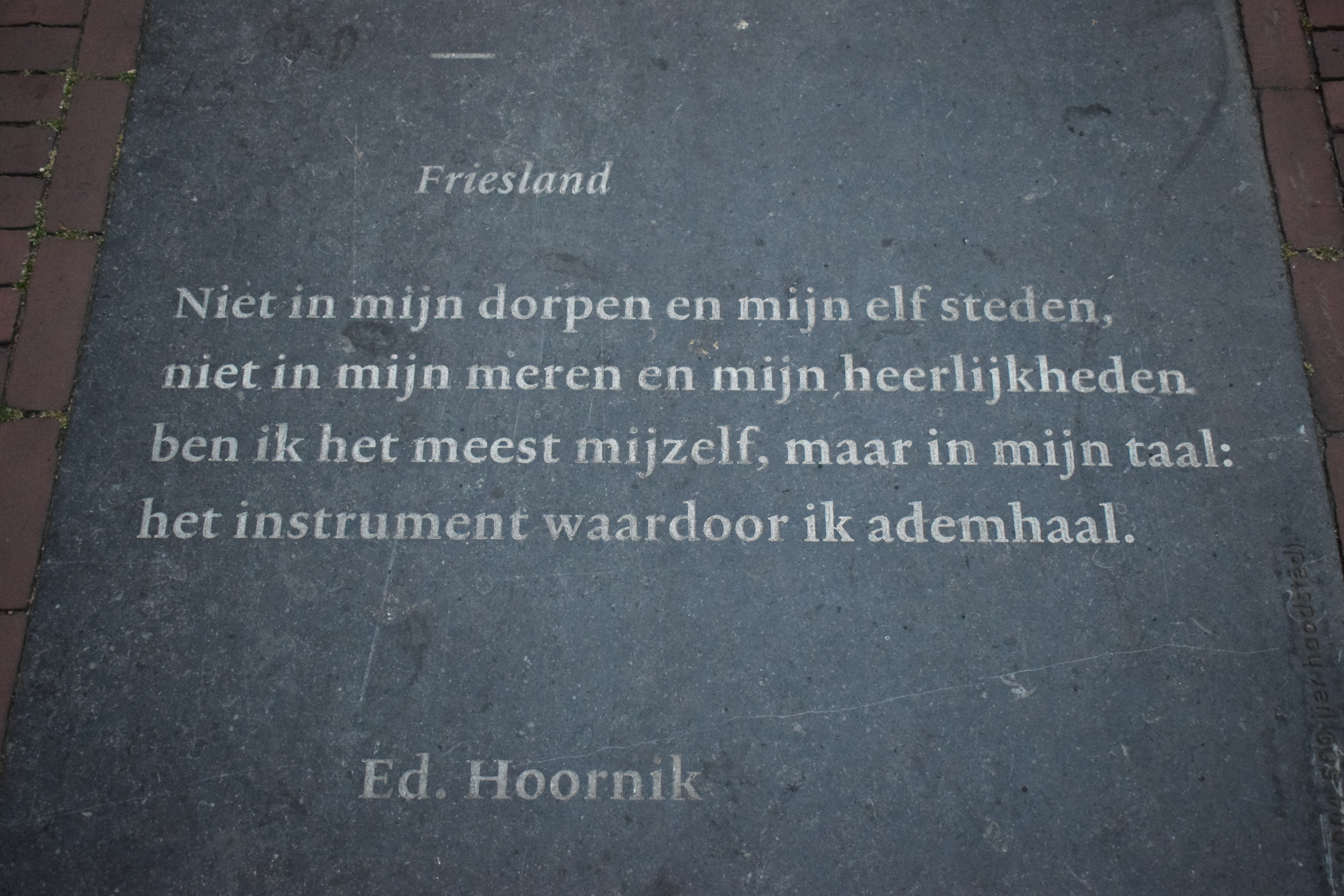
Steen met gedicht in Leeuwarden

## Bron
- Geld verdienen zal ik er nooit aan, Briefwisseling Ed. Hoornik en A.A.M. Stols 1938-1954, AchterHetBoek-33, Bezorgd door Anky Hilgersom, (1999). uitgave: Letterkundig Museum, Den Haag[14]

- Bibliothèque nationale de France: cb127683417 (data)
- Biografisch Portaal: 54440313
- CiNii: DA10782273
- Digitale Bibliotheek voor de Nederlandse Letteren: hoor009
- Gemeinsame Normdatei: 122249933
- International Standard Name Identifier: 0000 0001 2025 7194
- Library of Congress Control Number: n85325533
- Nationale Bibliotheek van Israël: 987007278086305171
- Nederlandse Thesaurus van Auteursnamen: 069111553
- Istituto Centrale per il Catalogo Unico: PUVV247529
- Système universitaire de documentation: 137724837
- Virtual International Authority File: 51816751
- WorldCat: E39PBJpdJVXcc7xKpkk8bGJJjC